# Hyperolius polli
Hyperolius polli är en groddjursart som beskrevs av Laurent 1943. Hyperolius polli ingår i släktet Hyperolius och familjen gräsgrodor. IUCN kategoriserar arten globalt som otillräckligt studerad. Inga underarter finns listade i Catalogue of Life.